# علوم جوی
علوم جوی یا علوم اتمسفری یک اصطلاح گسترده برای مطالعهٔ جو، فرایندهای آن، تأثیر دیگر سیستم‌ها روی جو، و تأثیر جو بر روی دیگر سیستم‌هاست. هواشناسی شامل شیمی جو و فیزیک جوی با تمرکز روی پیش‌بینی آب و هوا است. اقلیم‌شناسی علم مطالعهٔ تغییرات جوی (در کوتاه‌مدت و درازمدت) است که آب و هوای متوسط و تغییرات اقلیمی را که ناشی از عوامل طبیعی یا انسانی است بررسی می‌کند. آیرونومی مطالعهٔ لایه‌های بالاتر جوی است که در آنها تجزیه و یونش امر مهمی است. دایرهٔ علوم جوی به علوم سیاره‌ای نیز گسترش پیدا می‌کند، و در آن اتمسفر دیگر سیاره‌های منظومه شمسی بررسی می‌شود.

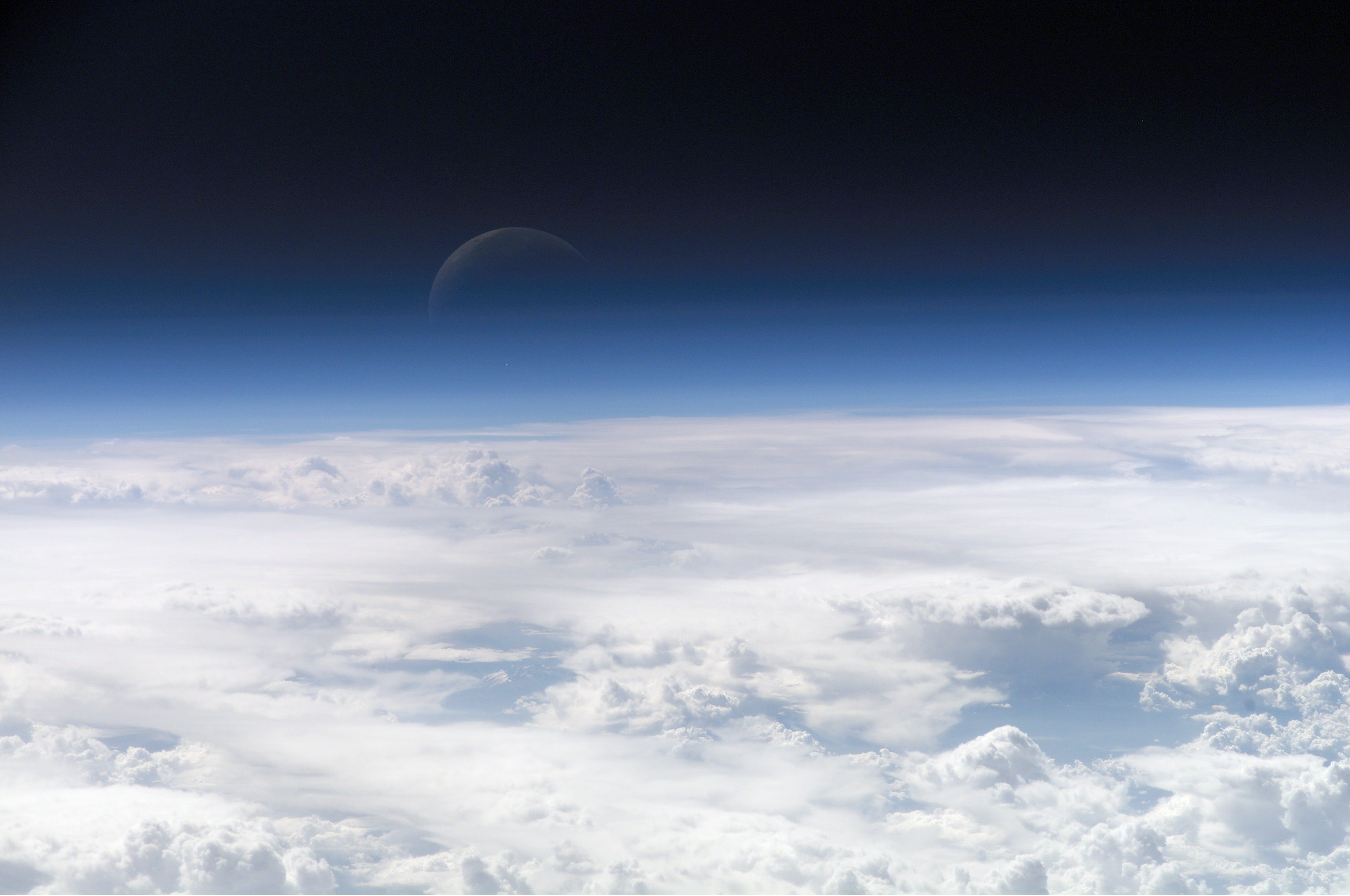
جو زمین

اصطلاح هواشناسی (از یونانی ἀήρ، aēr، «هوا»؛ و -λογία، -logia) گاهی اوقات به عنوان یک اصطلاح جایگزین برای مطالعه جو زمین استفاده می‌شود؛ در تعاریف دیگر، هواشناسی به جو آزاد محدود می‌شود. منطقه بالای لایه مرزی سیاره‌ای. از پیشگامان اولیه در این زمینه می‌توان به لئون تیسرنک د بورت و ریچارد آسمان اشاره کرد.